# Авдеев, Иван Васильевич
Ива́н Васи́льевич Авде́ев (1818—1865) — русский химик. Специалист по неорганической химии. Горный инженер-полковник. Награждён орденом Святого Станислава III степени (1839).

## Биография
Родился в 1818 году.
Окончил в 1836 году Институт корпуса горных инженеров, после чего работал на Урале, с 1837 года — на Нижне-Исетском заводе в Екатеринбурге, с 1838 года — в Екатеринбургской заводской лаборатории. В 1840 году становится управляющим лаборатории. В 1840—1843 годах находился в зарубежной командировке во Франции, Германии и Бельгии. В 1845 году дополнительно к прежним обязанностям назначен смотрителем Екатеринбургской заводской библиотеки, минералогического и физического кабинетов.
В 1856 году был назначен старшим лаборантом Главной пробирной палаты в Москве, а в 1861 году возглавил Палату. Умер 29 марта 1865 года (по другим данным, 31 марта того же года). Похоронен в Симоновом монастыре.
В 1839 году Авдеев изучал самородное кристаллическое золото, занимался улучшением процесса амальгамации золотосодержащих руд, выяснял причины отравлений угарным газом при выплавке золота в лаборатории, создал электрохимический способ извлечения золота из руд и песков. В 1842 году провёл исследования и выяснил точный химический состав минералов: хризоберилла, фенакита и берилла и соединений бериллия: BeSO4; BeSO4·4H2O; ВеСl2; ВеСl2·4Н2О; K2SO4·BeSO4·2H2O; 2KF·BeF2. Установил, что формула окиси бериллия — BeO, а не Ве2O3, как тогда считалось. При составлении Периодической таблицы, Дмитрий Менделеев использовал данные Авдеева, отнеся бериллий ко второй группе элементов.

## Научные труды
- О глиции и его соединениях // «Горный журнал». — 1842, ч. 3, кн. 9. — с. 361—391.